# C'est comme ça (chanson des Rita Mitsouko)
Pour les articles homonymes, voir C'est comme ça.
Singles de Les Rita Mitsouko
Andy
(1986) Les Histoires d'A.
(1987)
C'est comme ça est une chanson du groupe français Les Rita Mitsouko. Elle figure sur le deuxième album studio du duo, The No Comprendo, sorti en 1986, et sort également, la même année en single sur disque vinyle 45 tours dans une version longue d'environ huit minutes, avec en face B deux titres, Don't Forget the Night et Clown de mes malheurs.
La chanson a été écrite par les deux membres des Rita Mitsouko, Catherine Ringer et Frédéric Chichin.
Le clip de la chanson, réalisé par Jean-Baptiste Mondino avec des images de synthèse signées par le studio Mac Guff, est récompensé aux Victoires de la musique en 1987. La chanson est utilisée dans plusieurs films de cinéma, notamment Le Cousin d'Alain Corneau et La vie est un long fleuve tranquille d'Étienne Chatiliez.
En 2004, le groupe de rock brésilien Capital Inicial adapte la chanson en portugais sous le titre Sem Cansar (Sans se fatiguer).
En 2024, le groupe néo zélandais Ha The Unclear la reprend à son tour sur son album A kingdom in a Cul-de-sac.
Le solo de guitare final est joué par le guitariste anglais Sam Smith.

## Classement
| Classement (1986-1987) | Meilleure place |
| ---------------------- | --------------- |
| France (SNEP)          | 10              |